# Knipowitschia panizzae
Knipowitschia panizzae es una especie de peces de la familia de los Gobiidae en el orden de los Perciformes.

## Morfología
Los machos pueden llegar a alcanzar los 5,5 cm de longitud total.

## Distribución geográfica
Se encuentra en Albania, Grecia, Italia y en el territorio de la antigua Yugoslavia.

## Observaciones
Es inofensivo para los humanos.